# Hiuki

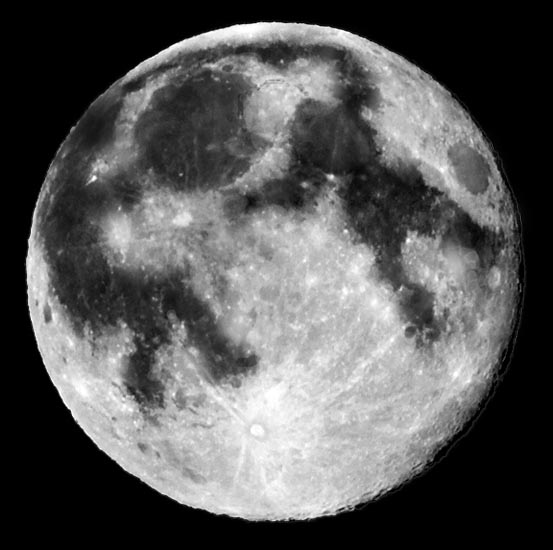
Bil und Hiuki

Hiuki war in der nordischen Mythologie der Sohn des Wildfinnr und der Bruder der Bil.
Er und seine Schwester wurden zum Brunnen Byrgir geschickt um Wasser zu schöpfen, woraufhin sie von Mani, dem Riesen des Mondes, zu sich geholt wurden.